# Johann Friedrich Peter
Johann Friedrich Peter (John Frederick Peter) (* 19. Mai 1746 in Heerendijk; † 13. Juli 1813 in Bethlehem) war ein US-amerikanischer Komponist.

## Leben und Werk
Peter wanderte 1770 nach Nordamerika aus, wo er als Organist Böhmischer Brüdergemeinden in North Carolina und Pennsylvania wirkte. 
Er komponierte mehr als achtzig Anthems für Chor sowie sechs Streichquintette, die zu den ältesten kammermusikalischen Werken Nordamerikas gehören.